# Andrea Philipp
Andrea Philipp (Bützow, 9 juli 1971) is een atleet uit Duitsland.
Op de Wereldkampioenschappen atletiek 1999 werd Philipp (gedeeld) derde op de 100 meter sprint.
Op de Olympische Zomerspelen van Barcelona in 1992 liep ze de 100 meter en de 4x100 meter estafette voor Duitsland. Ook in 1996 en 2000 kwam ze uit op deze afstanden. In 1992 en 2000 stond ze in de finale van de 100 meter sprint, en eindigde respectievelijk vijfde en zesde.
- World Athletics: 14279198